# Polygala lewtonii
Polygala lewtonii är en jungfrulinsväxtart som beskrevs av John Kunkel Small. Polygala lewtonii ingår i släktet jungfrulinssläktet, och familjen jungfrulinsväxter. Inga underarter finns listade i Catalogue of Life.